# Emirates

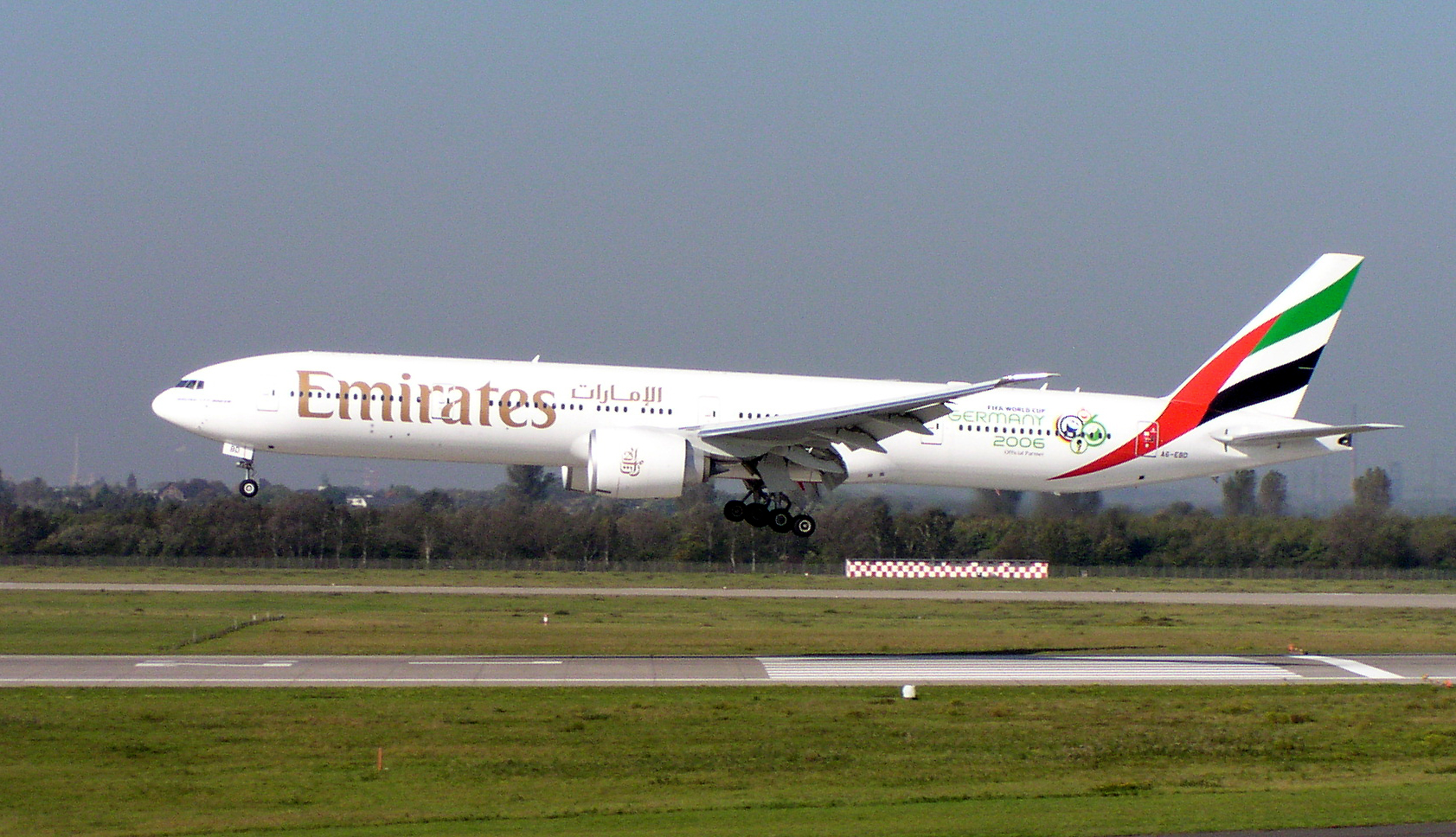
Літак компанії на посадці

Emirates Airline (араб. طَيَران الإمارات DMG: Ṭayarān al-Imārāt, укр. Авіакомпанія «Емірейтс») — авіакомпанія, що базується в Дубаї (Об'єднані Арабські Емірати). Створена 1985 року вищим керівництвом емірату Дубай для розвитку туризму та інфраструктури Арабських Еміратів.
Це найбільша авіакомпанія на Близькому Сході, яка здійснює 2500 польотів за тиждень, до 122 міст у 74 країнах на шести континентах. Компанія також здійснює 4 з 10 найдовших безпосадочних польотів у світі з Дубай до Лос-Анжелеса, Сан-Франциско, Далласа та Х'юстона. Emirates входить до корпорації The Emirates Group, що має більше 50 000 працівників і перебуває у власності уряду Дубай. Вантажними перевезеннями займається дочірня фірма Emirates SkyCargo.
Emirates використовує змішаний флот широкофюзеляжних літак виробництва Airbus та Boeing, проте основою флоту є літак Boeing 777. Авіакомпанія замовила 140 Airbus A380, 62 з яких вже передано авіакомпанії. Вона стала другим оператором цих літаків, після Singapore Airlines. Перший літак цієї моделі був переданий Emirates 28 липня 2008 року. Станом на серпень 2015 року експлуатує 62 літаки Airbus A380, найбільше у світі. Компанія відома тим, що постійно купує велику кількість літаків. Так у 2007 році вона придбала 130 нових літаків. У 2016 році компанія відмовилася від Airbus A330, Airbus A340 і Boeing 777-200. Залишилися лише Airbus A380, Boeing 777 і один ексклюзивний Airbus A319-100 для приватних польотів.
У лютому 2011 році Air Transport World нагородив Emirates титулом «Авіакомпанія року 2011». Нагорода була надана за безпеку, виключну операційну діяльність, найвищі стандарти обслуговування пасажирів та бездоганні фінансові результати (22 років підряд Emirates отримувала щорічний прибуток).

## Історія
Авіакомпанію було засновано 1985 року за декретом № 2 уряду емірату Дубай в ОАЕ. Авіакомпанія була спершу прямим конкурентом Gulf Air, у фінансуванні якої брав участь емірат Абу-Дабі.
Компанія Emirates розпочала регулярні польоти 25 жовтня 1985 року, відкривши рейси на Мумбаї, Нью-Делі та Карачі. Першими літаками були Boeing 727—200, що до цього використовувалися військово-повітряними силами країни. Згодом викорисовувалися лізінгові літаки Airbus A300B4 авіакомпанії Pakistan International Airlines (PIA). З 1 липня 1987 року з'явилися перші власні літаки Airbus A310-300. З червня 1987 року авіакомпанія відкрила рейси на Європу (спершу лише лондонський Гатвік). а з червня 1990 року — на Далекий Схід (Бангкок, Маніла, Сінгапур).
Наприкінці 1990 років авіакомпанія придбала спершу 6 літаків Airbus A300-600R, а згодом ще 7 літаків Boeing 777—200.
Багато пасажирів використовували численні можливості для пересадок у аеропорту Дубай для польотів на Далекий Схід, Австралію та Нову Зеландію.
За прибутками авіакомпанія Emirates посідає друге місце у світі. За 2005 рік авіакомпанія перевезла 14,5 млн пасажирів та 1,02 млн тон вантажу, в ній працювало 17 300 співробітників.
У кінці травня 2005 року авіакомпанія одержала перші два літаки з 30 замовлених Boeing 777-300ER (обсяг замовлення — 9,7 млрд доларів). З 2007 року в літаках авіакомпанії дозволено користуватися мобільним телефоном.
Авіакомпанія Emirates була одним з перших замовників літака Airbus A380, а за обсягами замовлення (90 літаків до 2017 року) стала найбільшим клієнтом фірми Аеробус. Перший літак Airbus A380, зібраний в Гамбурзі, було передано авіакомпанії 28 червня 2008 року.
8 червня 2010 року авіакомпанія замовила ще 32 літаки Airbus A380-800 й до 2017 року матиме загалом 90 таких літаків. У листопаді 2011 року Emirates замовила 50 літаків типу Boeing 777-300ER, загальна сума замовлення — 19 млрд євро.
У червні 2012 року стало відомо, що австралійська авіакомпанія Qantas має намір укласти з Emirates угоду про кооперацію.
У 2018 році компанія Emirates Airline презентувала салон першого класу літака Boeing 777-300ER, у якому були віртуальні вікна. Подивитися, що відбувається за бортом, можна завдяки камерам, встановленим зовні.

## Напрямки
Пасажирські та вантажні маршрути авіакомпанії в грудні 2010 року:
- Африка

Каїр, Триполі, Туніс, Касабланка, Найробі, Ельдорет (вантажні), Ентеббе, Адіс-Абеба, Лілонгве (вантажні), Мае, Маврикій, Дар-ес-Салам, Йоганнесбург, Дурбан, Кейптаун, Лагос, Аккра, Хартум, Дакар, Абіджан, Луанда.
- Америка

Нью-Йорк, Толедо (вантажні), Лос-Анджелес, Сан-Франциско, Х'юстон, Торонто, Кампінас (вантажні), Сан-Паулу.
- Азія

Токіо, Осака, Сеул, Шанхай, Пекін, Гуанчжоу, Гонконг, Тайбей (вантажні), Маніла, Джакарта, Сінгапур, Куала-Лумпур, Бангкок, Дакка, Коломбо, Чоловік, Ченнаї, Кочин, Делі, Мумбаї, Тіруванантапурам, Кожікоде, Калькутта, Ахмадабад, Хайдарабад, Бангалор, Карачі, Лахор, Ісламабад, Пешавар, Тегеран, Кабул (вантажні), Басра, Багдад, Кувейт, Бахрейн, Доха, Дахран, Ер-Ріяд, Медіна, Джидда, Дуба ї, Мускат, Сана, Амман, Дамаск, Бейрут, Мале, Хошимін.
- Європа

Сарагоса (вантажні), Мадрид, Барселона, Париж, Ніцца, Ліон, Женева, Гамбург, Дюссельдорф, Франкфурт, Мюнхен, Прага, Амстердам, Гетеборг, Санкт-Петербург (Пулково), Стамбул, Мілан, Венеція, Рим, Афіни, Мальта, Москва (Домодєдово), Лондон (Хітроу), Ньюкасл, Бірмінгем, Глазго (вантажні), Манчестер, Цюрих, Відень.
- Океанія

Перт, Брисбен, Сідней, Мельбурн, Окленд, Крайстчерч.

## Флот
На квітень 2014 року флот Emirates складався з таких широкофюзеляжних літаків:
| Літак            | В експлуатації | Замовлення | Опціони | Пасажири | Пасажири | Пасажири    | Пасажири    | Примітки                                       |
| Літак            | В експлуатації | Замовлення | Опціони | F        | C        | Y           | Усього      | Примітки                                       |
| ---------------- | -------------- | ---------- | ------- | -------- | -------- | ----------- | ----------- | ---------------------------------------------- |
| Airbus A350-900  | 1              | 49         | 50      | TBA      | TBA      | TBA         | TBA         |                                                |
| Airbus A350-1000 | —              | 20         | —       | TBA      | TBA      | TBA         | TBA         |                                                |
| Airbus A380-800  | 47             | 93         | —       | 14       | 76       | 399 427     | 489 517     | Найбільший експлуатант Airbus A380             |
| Boeing 777-200ER | 6              | —          | —       | 12       | 42       | 236         | 290         |                                                |
| Boeing 777-200LR | 10             | —          | —       | 8        | 42       | 216         | 266         | Один з найбільших експлуатантів Boeing 777—200 |
| Boeing 777—300   | 12             | —          | —       | 12       | 42       | 310         | 364         | Один з найбільших експлуатантів Boeing 777—300 |
| Boeing 777-300ER | 94             | 58         | 20      | 8 12 0   | 42 42 42 | 304 310 385 | 354 364 427 | Найбільший експлуатант Boeing 777-300ER        |
| Boeing 777-8X    | —              | 35         |         | TBA      | TBA      | TBA         | TBA         |                                                |
| Boeing 777-9X    | —              | 115        | 50      | TBA      | TBA      | TBA         | TBA         |                                                |
| Total            | 207            | 371        | 120     |          |          |             |             |                                                |

У 2016 році компанія відмовилася від Airbus A330, Airbus A340 і Boeing 777-200. Залишилися лише Airbus A380, Boeing 777 і один ексклюзивний Airbus A319-100 для приватних польотів.